# Richard Flecknoe
Richard Flecknoe (ca. 1600 – ca. 1678) was een Engels dichter en toneelschrijver. Over zijn jeugd en afkomst is niets met zekerheid bekend. Hij reisde veel en datgene wat over hem bekend is, komt voort uit een boek met verzamelde brieven aan zijn vrienden, Relation of Ten Years’ Travels in Europe, Asia, Affrique, and America (1654). Hieruit blijkt dat hij mogelijk van Ierse afkomst was en ooit priester was geweest. De eerste van deze brieven dateert uit 1640 en was afkomstig uit Gent, waarheen hij was uitgeweken om te ontkomen aan de gebeurtenissen tijdens de Engelse Burgeroorlog. 
In Brussel ontmoette hij Béatrix de Cusance, de vrouw van Karel IV van Lotharingen, die hem verzocht in Rome de wettigheid van haar huwelijk te verzekeren. Daar ontmoette hij de dichter 
Andrew Marvell, die later, naar aanleiding van zijn door hem minder hoog aangeslagen dichterij, een satire aan hem wijdde, "Flecknoe, an English Priest at Rome".
In 1658 verscheen een verzameling schetsen in proza onder de titel Enigmaticall Characters. Zijn Short Discourse on the English Stage uit 1664, waarin hij kritiek uitte op de immoraliteit van het Engelse toneel, kwam hem te staan op een bijtende satire, Mac Flecknoe, van John Dryden. 

Een dichtbundel onder de titel Epigrams of All Sorts kwam uit in 1670. 

Van de vijf door Flecknoe geschreven toneelwerken is er slechts een opgevoerd: Love's Dominion (1654). De titel van dit stuk werd in 1664 gewijzigd in Love's Kingdom, with a Discourse of the English Stage.